# Chương trình ngắn tập
Chương trình ngắn tập (tiếng Anh: miniseries hoặc mini-series), bao gồm cả phim truyền hình ngắn tập hay phim ngắn tập, là một chương trình truyền hình kể về một câu chuyện đã được xác định trước với số lượng tập phim có giới hạn. Ở Vương quốc Anh và các nước trong Khối Thịnh vượng chung khác, người ta sử dụng thuật ngữ "serial" (chương trình nhiều tập), tuy nhiên nghĩa của nó không nhất thiết là phải tương đương với cách dùng từ "miniseries" (chương trình ngắn tập).
Giải thưởng Emmy có hạng mục dành cho chương trình ngắn tập và chương trình giới hạn (Limited Series) được trao giải từ năm 1973. Theo đó chương trình ngắn tập và chương trình giới hạn, gồm các chương trình được làm hoàn chỉnh, không phát sinh phần sau và phải có ít nhất 2 tập với tổng thời lượng ít nhất 150 phút. Thông thường các chương trình / phim từ 3 đến 13 tập được xem là miniseries.